# Cephalostemon
Cephalostemon es un género de plantas herbáceas perteneciente a la familia de las rapatáceas. Comprende cinco especies originarias del  sur de América tropical.

## Especies deCephalostemon
- Cephalostemon affinis Körn., Linnaea 37: 447 (1872).
- Cephalostemon angustatus Malme, Ark. Bot. 26A(9): 11 (1935).
- Cephalostemon gracilis (Poepp. & Endl.) R.H.Schomb., Rapatea: 9 (1845).
- Cephalostemon microglochin Sandwith, Bull. Misc. Inform. Kew 1929: 125 (1929).
- Cephalostemon riedelianus Körn., Linnaea 37: 445 (1872).